# Campionati europei di karate 1974
I campionati europei di karate 1974 sono stati la 9ª edizione della competizione. Si sono svolti a Londra, in Gran Bretagna, dal 2 al 4 maggio.

## Podi

### Maschili
| Specialità     | Oro              | Argento          | Bronzo                          |
| Kumite -65 kg  | Roger Paschy     | Graham Mitchell  | Harold La Rose Victor Tatarevic |
| Kumite -75 kg  | Guy Sauvin       | Francis Didier   | Geert Lemmens Günter Mohr       |
| Kumite - 80 kg | Dominique Valera | Jan Kallenbach   | Alain Setrouck Jeff Peeters     |
| Open Kumite    | Gilbert Gruss    | Dominique Valera | Geert Lemmens Jack Lindau       |
| Gara a squadre | Francia          | Belgio           | Svizzera                        |
| Gara a squadre | Francia          | Belgio           | Germania Ovest                  |